# Sabine Azéma
Pour les articles homonymes, voir Azéma.
Sabine Azéma, née le 20 septembre 1949 dans le 15e arrondissement de Paris, (Seine), est une actrice et réalisatrice française de cinéma.
Elle a reçu par deux fois le César de la meilleure actrice, en 1985 pour Un dimanche à la campagne et en 1987 pour Mélo.

## Biographie

### Jeunesse
Fille d'un avocat et d'une mère au foyer, née le 20 septembre 1949 à Paris, elle fait des études classiques au lycée Racine (Paris). Après le baccalauréat, elle suit des cours de théâtre donnés par Jean Périmony, puis, à vingt ans, entre au Conservatoire (promotion 1973), suivant les cours de Lise Delamare après avoir été reçue dans la classe d'Antoine Vitez. Elle est également élève au cours Florent.

### Carrière
Distinguée au théâtre dans des rôles de jeune première espiègle, elle rencontre Claude Sainval, directeur de la Comédie des Champs-Élysées, qui lui confie son premier grand rôle dans La Valse des toréadors (1974), où elle interprète la fille du personnage joué par Louis de Funès, devant Jean Anouilh, l'auteur de la pièce. Grâce à ce rôle, les propositions deviennent plus nombreuses et elle fait ses débuts à la télévision en 1975, puis au cinéma en 1976 dans une comédie de Georges Lautner, On aura tout vu, aux côtés de Pierre Richard et Jean-Pierre Marielle.
Après une interprétation remarquée dans la Dentellière (1977) et quelques autres petits rôles, elle rencontre Alain Resnais qui va donner un tournant décisif à sa carrière. Il va lui confier un nombre exceptionnel de personnages à interpréter au long d'une collaboration qui s'étend sur plus de deux décennies : institutrice au tempérament passionné dans La vie est un roman en 1983 ; héroïne tragique dans le sombre L'Amour à mort en 1984 puis dans Mélo en 1987 ; six personnages très différents, du plus cultivé au plus fruste, du rire aux larmes, pour autant de compositions très accomplies, dans Smoking / No Smoking en 1993 ; la vive et énergique Odile dans le multi-césarisé On connaît la chanson en 1997 ; chantante, dans le film-opérette Pas sur la bouche en 2003 ; tantôt vertueuse tantôt vicieuse dans Cœurs en 2006 ; dentiste harcelée puis harceleuse dans Les Herbes folles en 2009.
C'est néanmoins Bertrand Tavernier qui la révèle au grand public en lui offrant le rôle d'Irène, fille aimante, extravertie mais absente, dans Un dimanche à la campagne en 1984. Ce rôle lui vaut le César de la meilleure actrice (obtenu une nouvelle fois, deux ans plus tard, pour son interprétation de femme adultère et suicidaire dans Mélo de Resnais). En 1989, Tavernier lui offre à nouveau un rôle majeur dans La Vie et rien d'autre.
Symbole, à côté de sa collaboration avec Alain Resnais, d'une certaine cinéphilie, Sabine Azéma s'est aussi exprimée dans des films plus populaires où est mis en avant son talent comique : Le bonheur est dans le pré d'Étienne Chatiliez, Vanille fraise et Le Schpountz de Gérard Oury ou encore Le Voyage aux Pyrénées des frères Larrieu. Elle rencontre notamment un grand succès populaire dans le film « phénomène de société » Tanguy en 2001.
Le 17 juillet 2015, la ministre de la Culture et de la Communication Fleur Pellerin la promeut aux côtés de la comédienne Dominique Blanc au grade de commandeur de l'ordre des Arts et des Lettres.

### Festivals

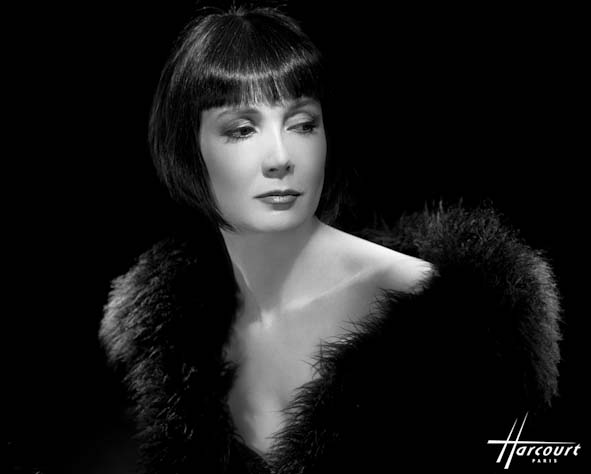
Sabine Azéma en 1996, par le Studio Harcourt.

En 1987, elle est membre du jury du 44e Festival de Venise.
En 2014, elle est présidente du jury du 7e Festival du film francophone d'Angoulême.
En 2015, elle préside le jury de la Caméra d'or lors du 68e Festival de Cannes.
En 2018, elle est membre du jury du 44e Festival du cinéma américain de Deauville.

### Prise de position
En mai 2023, dans une interview donnée avec Eddy Mitchell pour promouvoir le film Wahou !, de Bruno Podalydès, les deux acteurs critiquent le discours tenu par la cinéaste Justine Triet contre le projet de réforme des retraites lors de sa remise de la Palme d'or pour Anatomie d'une chute au festival de Cannes 2023, exprimant un "ras-le-bol" de voir sans cesse associés cinéma et sujets de société.

### Vie privée
En premières noces, Sabine Azéma a épousé Michel Lengliney, auteur de théâtre, en 1973.
Amie du photographe Robert Doisneau (1912-1994), elle lui a consacré un film-hommage en 1992.
Elle épouse le réalisateur Alain Resnais en 1998. Celui-ci meurt le 1er mars 2014 à l'âge de 91 ans. Il est inhumé au cimetière du Montparnasse à Paris.
Elle vit dans le 14e arrondissement de Paris.

## Filmographie

### Actrice
- 1976 : On aura tout vu de Georges Lautner : Mlle Claude Ferroni
- 1976 : Le Chasseur de chez Maxim's de Claude Vital : Geneviève
- 1977 : La Dentellière de Claude Goretta : Corinne
- 1981 : On n'est pas des anges... elles non plus de Michel Lang : Marie-Laure Forestier
- 1983 : La vie est un roman d'Alain Resnais : Élisabeth Rousseau
- 1984 : Un dimanche à la campagne de Bertrand Tavernier : Irène
- 1984 : L'Amour à mort d'Alain Resnais : Elisabeth Sutter
- 1985 : Zone rouge de Robert Enrico : Claire Rousset
- 1986 : Mélo d'Alain Resnais : Romaine Belcroix
- 1986 : La Puritaine de Jacques Doillon : Ariane
- 1989 : La Vie et rien d'autre de Bertrand Tavernier : Irène de Courtil
- 1989 : Vanille Fraise de Gérard Oury : Clarisse Boulanger
- 1989 : Cinq Jours en juin de Michel Legrand : Yvette
- 1990 : Trois Années de Fabrice Cazeneuve : Julia Poncenot-Guillermen
- 1991 : Rossini! Rossini! de Mario Monicelli : Olympe Pélissier
- 1993 : Smoking / No Smoking d'Alain Resnais : Celia Teasdale / Sylvie Bell / Irene Pridworthy / Rowena Coombes / Josephine Hamilton
- 1995 : Les Cent et Une Nuits de Simon Cinéma d'Agnès Varda : Sabine / Irène
- 1995 : Le bonheur est dans le pré d'Étienne Chatiliez : Nicole Bergeade
- 1995 : Mon homme de Bertrand Blier : Bérangère
- 1995 : Noir comme le souvenir de Jean-Pierre Mocky : Lucy
- 1997 : On connaît la chanson d'Alain Resnais : Odile Lalande
- 1999 : Le Schpountz de Gérard Oury : Françoise
- 1999 : La Bûche de Danièle Thompson : Louba
- 2000 : La Chambre des officiers de François Dupeyron : Anaïs
- 2001 : Tanguy d'Étienne Chatiliez : Edith Guetz
- 2003 : Pas sur la bouche d'Alain Resnais : Gilberte Valandray
- 2003 : Le Mystère de la chambre jaune de Bruno Podalydès : Mathilde Stangerson
- 2005 : Le Parfum de la dame en noir de Bruno Podalydès : Mathilde Stangerson
- 2005 : Peindre ou faire l'Amour d'Arnaud et Jean-Marie Larrieu : Madeleine Lasserre
- 2005 : Olé ! de Florence Quentin : Alexandra Veber
- 2006 : Cœurs d'Alain Resnais : Charlotte
- 2007 : Faut que ça danse ! de Noémie Lvovsky : Violette
- 2008 : Le Voyage aux Pyrénées d'Arnaud et Jean-Marie Larrieu : Aurore Lalu
- 2009 : Les Herbes folles d'Alain Resnais : Marguerite Muir
- 2009 : Les Derniers Jours du monde d’Arnaud et Jean-Marie Larrieu : La marquise d'Arcangues
- 2010 : Donnant donnant d'Isabelle Mergault : Jeanne
- 2011 : La Fille du puisatier de Daniel Auteuil : Mme Mazel
- 2012 : Vous n'avez encore rien vu d'Alain Resnais : Eurydice
- 2014 : Tante Hilda ! de Jacques-Rémy Girerd : Tante Hilda (voix)
- 2014 : Aimer, boire et chanter d'Alain Resnais : Kathryn
- 2015 : Cosmos d'Andrzej Żuławski : Madame Woytis
- 2016 : Cézanne et moi de Danièle Thompson : Elisabeth Cézanne
- 2016 : Ma famille t'adore déjà ! de Jérôme Commandeur : Dahlia
- 2017 : Raid dingue de Dany Boon : Marie-Caroline Dubarry
- 2017 : Chouquette de Patrick Godeau : Chouquette
- 2017 : Knock de Lorraine Lévy : La Cuq
- 2019 : Tanguy, le retour d'Étienne Chatiliez : Édith Guetz
- 2021 : La Place d'une autre d'Aurélia Georges : madame de Lengwil
- 2023 : Wahou ! de Bruno Podalydès : Sylvette
- 2024 : N'avoue jamais d'Ivan Calbérac : Annie

### Réalisatrice
- 1992 : Bonjour Monsieur Doisneau
- 1997 : Quand le chat sourit (TV)

### Télévision
- 1974 : Au théâtre ce soir : Le Sexe faible d'Édouard Bourdet, mise en scène Jacques Charon, réalisation Georges Folgoas : Nicole
- 1975 : La Preuve par treize (série télévisée) d'Olivier Ricard : Sophie Laurent
- 1978 : Les Folies Offenbach (mini-série télévisée) de Michel Boisrond, épisode Le Passage des Princes
- 1979 : L'Étrange Monsieur Duvallier (série télévisée) de Victor Vicas : Laurence
- 1980 : Au théâtre ce soir : Silence on aime de Michel Lengliney, mise en scène Maurice Risch, réalisation Pierre Sabbagh : Françoise
- 1981 : Au théâtre ce soir : La Quadrature du cercle de Valentin Kataïev, mise en scène Georges Vitaly, réalisation Pierre Sabbagh : Lioudmila
- 1996 : Le Veilleur de nuit (téléfilm) de Philippe de Broca : Elle

## Théâtre

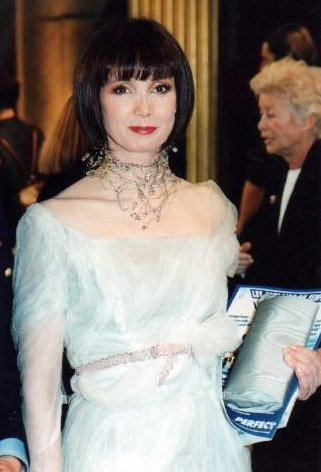
Sabine Azéma lors de la des César en 1998.

- 1973 : La Valse des toréadors de Jean Anouilh, mise en scène Jean Anouilh et Roland Piétri, Comédie des Champs-Élysées
- 1974 : Le Sexe Faible d'Édouard Bourdet, mise en scène Jacques Charon, (Au théâtre ce soir), Théâtre Marigny
- 1975 : Le Zouave de Claude Rich, mise en scène Jean-Louis Thamin, Comédie des Champs-Élysées
- 1976 : Le Scénario de Jean Anouilh, mise en scène Jean Anouilh & Roland Piétri, Théâtre de l'Œuvre

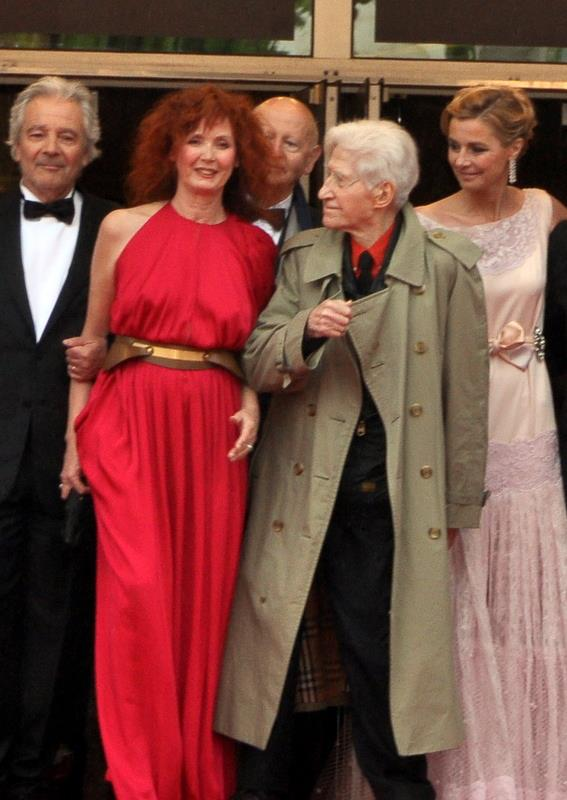
Sabine Azéma (au centre) lors de la présentation de Vous n'avez encore rien vu au festival de Cannes 2012 aux côtés de Pierre Arditi, Alain Resnais et Anne Consigny. Derrière, à demi caché : Gilles Jacob, président du festival de Cannes.

- 1977 : Si t'es beau, t'es con de Françoise Dorin, mise en scène Jacques Rosny, Théâtre Hébertot
- 1980 : Silence... on aime de Michel Lengliney, mise en scène Maurice Risch, Théâtre des Bouffes-Parisiens
- 1982 : La Pattemouille de Michel Lengliney, mise en scène Jean-Claude Islert, Théâtre de la Michodière
- 1999 : Home and garden d'Alan Ayckbourn

## Publications
- Préface à Robert Doisneau, la vie d'un photographe, éd. Hoëbeke, 1996  (ISBN 978-2842300197)
- Trois contes de Grimm, livre audio, éd. Mango, 2003  (ISBN 978-2740415887)
- Alain Resnais, les coulisses de la création - Entretiens avec ses proches collaborateurs, de François Thomas, Armand Colin, 2016

## Distinctions

### Décorations
- Commandeure de l'ordre des Arts et des Lettres, le 17 juillet 2015 (Officière en 2000[12])

### Récompenses
- César 1985 : César de la meilleure actrice pour Un dimanche à la campagne
- César 1987 : César de la meilleure actrice pour Mélo

### Nominations
- César 1984 : César de la meilleure actrice dans un second rôle pour La vie est un roman
- César 1990 : César de la meilleure actrice pour La Vie et rien d'autre
- César 1994 : César de la meilleure actrice pour Smoking / No Smoking
- César 1996 : César de la meilleure actrice pour Le bonheur est dans le pré
- César 1998 : César de la meilleure actrice pour On connaît la chanson